# 延喜
延喜（901年8月31日~923年5月29日）是日本的年號，在昌泰之後、延長之前的901年至923年期間。這平安時代之日本天皇是醍醐天皇。

## 改元
- 昌泰四年七月十五（901年8月31日）： 因辛酉革命改元。
- 延喜二十三年閏四月十一（923年5月29日） ：改元延長。

延喜（yán xǐ）：亦作“ 延嬉 ”。 玉圭名。《尚书璇玑铃》：“ 禹开龙门 ，导积石 ，玄圭出，刻曰：‘延喜玉，王受德，天赐佩。’”后用为宣扬帝王瑞应的典故。《文选·王融＜三月三日曲水诗序＞》：“昭华之珍既徙，延喜之玉攸归。” 张铣 注：“舜时，西王母献昭华玉；天锡禹玄珪，刻曰：‘延喜之字’。”《宋书·符瑞志下》：“延嬉，王者孝道行则至。”

## 大事記
- 延喜之治
- 延喜式

## 紀年、干支、西曆對照表
| 延喜 | 元年  | 二年  | 三年  | 四年  | 五年  | 六年  | 七年  | 八年  | 九年  | 十年  |
| 公元 | 901年 | 902年 | 903年 | 904年 | 905年 | 906年 | 907年 | 908年 | 909年 | 910年 |
| 干支 | 辛酉  | 壬戌  | 癸亥  | 甲子  | 乙丑  | 丙寅  | 丁卯  | 戊辰  | 己巳  | 庚午  |

| 延喜 | 十一年 | 十二年 | 十三年 | 十四年 | 十五年 | 十六年 | 十七年 | 十八年 | 十九年 | 二十年 |
| 公元 | 911年  | 912年  | 913年  | 914年  | 915年  | 916年  | 917年  | 918年  | 919年  | 920年  |
| 干支 | 辛未   | 壬申   | 癸酉   | 甲戌   | 乙亥   | 丙子   | 丁丑   | 戊寅   | 己卯   | 庚辰   |

| 延喜 | 二十一年 | 二十二年 | 二十三年 |
| 公元 | 921年    | 922年    | 923年    |
| 干支 | 辛巳     | 壬午     | 癸未     |